# 巴圖里
巴圖里是非洲中西部國家喀麥隆的城鎮，由東部省負責管轄，卡代伊河流經該鎮以西3.5公里，海拔高度617米，每年平均降雨量1,479毫米，2001年人口估計為33,400。